# Щербаков, Алексей Сергеевич (военный)
Алексей Сергеевич Щербаков (род. 15 июня 1948) — заместитель директора ФПС России, статс-секретарь, кандидат военных наук, доктор политических наук, профессор, генерал-полковник.

## Биография
Окончил Высшее пограничное училище и Военную академию им. М. В. Фрунзе, также и адъюнктуру. Военную службу проходил в Северо-Западном пограничном округе, в 1977—1985 годах — офицер управления, офицер оперативной группы штаба Главного управления пограничных войск КГБ СССР, заместитель начальника, начальник информационно-аналитического отдела управления ГУПВ КГБ СССР. Участвовал в боевых действиях в Афганистане. С 1985 года профессор кафедры тактики и оперативного искусства Академии пограничных войск. В дальнейшем проходил службу на должностях начальника информационно-аналитического управления штаба командующего пограничными войсками РФ, помощника министра безопасности РФ, заместителя главнокомандующего пограничными войсками РФ.

### Звания
- генерал-полковник.

### Награды
- орден Красной Звезды.

## Семья
Женат, имеет двоих детей.